# Fetia Api
Fetia Api (Nova Estrella) és un partit polític de la Polinèsia Francesa, proper al Nou Centre, amb el que ha signat un acord d'associació. Fou fundat el 1996 per Boris Léontieff (germà de l'antic president de la Polinèsia Francesa Alexandre Léontieff) qui va desaparèixer al mar en un accident d'avió el maig de 2002). Des del 16 de gener de 2003 el nou president és Philip Schyle. Després de les eleccions legislatives de Polinèsia Francesa de 2004 va participar en el govern d'Oscar Temaru de la Unió per la Democràcia, però després se'n distancià. Va ser reelegit president després de l'assemblea general de 19 de juliol de 2008.
A les eleccions legislatives franceses de 2007, es van presentar dos candidats:
- Circ. Oest : Thilda Fuller - afiliada a la Unió per a la Democràcia Francesa (UDF), membre de l'Assemblea de la Polinèsia Francesa;
- Circ. Est : Henriette Kamia, investida oficialment pel MoDem.

A les eleccions legislatives de Polinèsia Francesa de 2008 va formar part de la coalició encapçalada pel partit O Porinetia To Tatou Ai'a, i dona suport al president Gaston Tong Sang. En virtut del Decret Núm. 2008-465 que fixa els imports dels fons públics assignats als partits polítics l'any 2008, Fetia Api ha rebut 1.023.326,71 euros que només ha conservat únicament 20.000 per al seu propi funcionament. La resta del finançament s'ha transferit a Nou Centre com a part de l'acord d'associació que vincula les dues formacions. En total, 23 parlamentaris metropolitans de Nouveau Centre (18 diputats i 5 senadors) han declarat la seva adhesió a aquest partit.
En virtut del decret per l'any 2009, Fetia Api va percebre la suma d'1.408.157,51 euros per als 32 parlamentaris (+ 9, 22 diputats i 10 senadors) que han declarat la seva adhesió. Pels seus dos candidats a les legislatives i els 1.021 vots ha rebut la suma de 856,58 euros.